# Трети макрорегион
Трети макрорегион (на румънски: Macroregiunea 3) е един от четирите макрорегиони на Румъния, намиращ се в южната централна част на Румъния. Включва регионите на развитие Южен и Букурещ-Илфов столицата Букурещ и окръзите Арджеш, Гюргево, Дъмбовица, Илфов, Кълъраш, Прахова, Телеорман и Яломица.